# 23 Śląska Brygada Artylerii

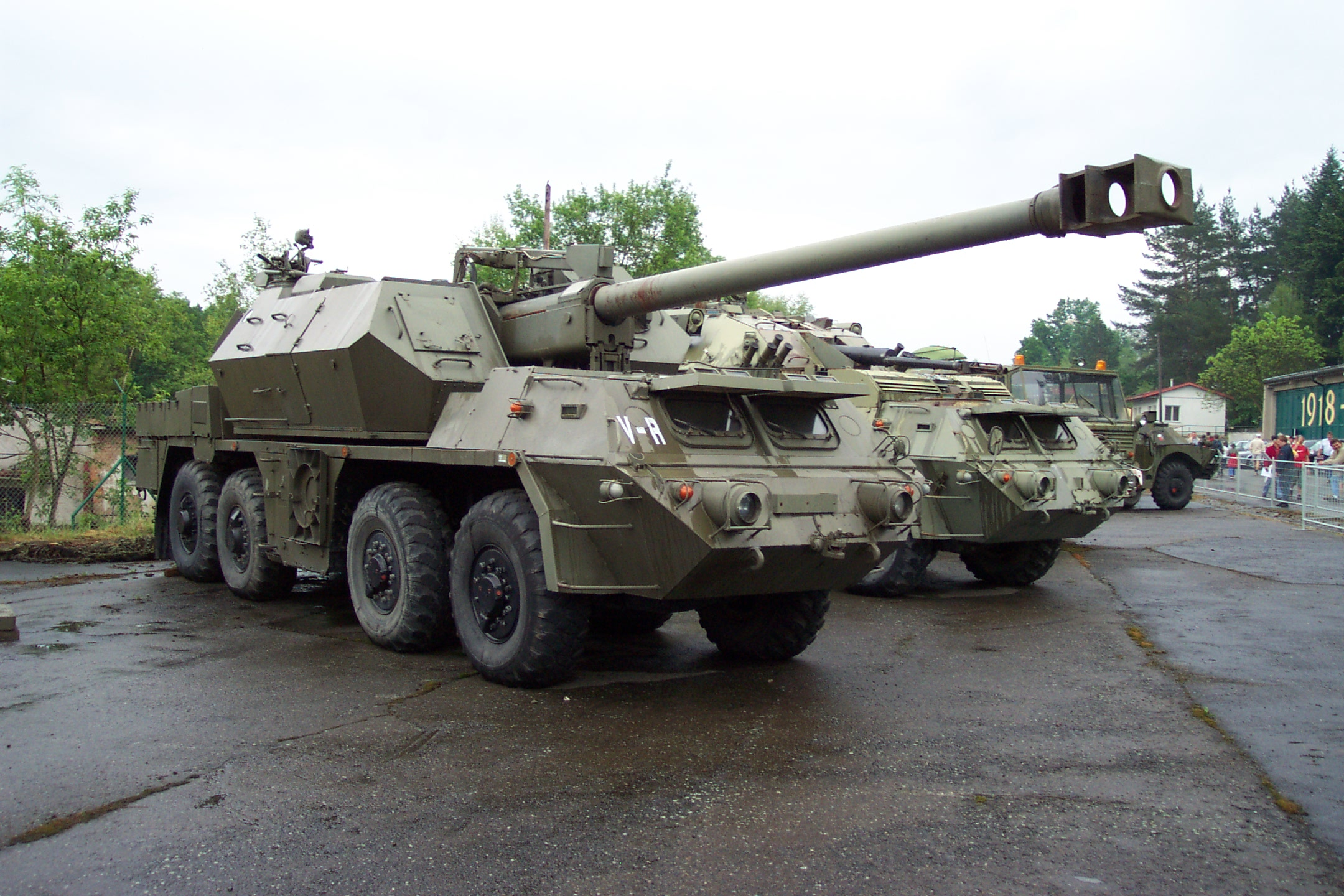
152 mm AHS "DANA"

23 Śląska Brygada Artylerii (23 ŚBA) – oddział wojskowy wojsk rakietowych i artylerii Sił Zbrojnych RP stacjonujący w Bolesławcu w latach 1995-2011.

## Historia i powstanie 23 ŚBA
23 Śląska Brygada Artylerii wywodzi się z 23 Brygady Artylerii Armat z Zgorzelca sformowanej w latach 1984-1985.
Decyzją Ministra Obrony Narodowej - Zbigniewa Okońskiego z dniem 4 grudnia 1995 roku dawna 23 Brygada Artylerii Armat przyjęła nazwę 23 Śląskiej Brygady Artylerii. Dzień święta jednostki ustalono na 18 marca.
Rozszerzenie tradycji i nadanie brygadzie nowego sztandaru było symbolem więzi pomiędzy artylerzystami różnych formacji Wojska Polskiego, zarówno tych, którzy swój rodowód wywodzą z okresu II Rzeczypospolitej, jak i żołnierzy 2 AWP wyzwalających Ojczyznę spod hitlerowskiej okupacji. Z kolei wyróżniająca się nazwa „Śląska” była wyrazem hołdu i szacunku wobec historycznych oraz współczesnych mieszkańców rejonu śląskiego, z którymi dawni żołnierze 23 Brygady Artylerii są blisko związani.
W sierpniu i październiku 1998 roku brygada przedyslokowana została z dotychczasowego garnizonu Zgorzelec do Bolesławca.
W nowym garnizonie brygada przyjęła nową strukturę organizacyjną. W jej skład weszły m. in. dywizjon rakiet taktycznych (istniał do kwietnia 2001 roku) i dywizjon artylerii samobieżnej PION, który rozformowano 20 czerwca 2006 roku.
Brygada w tym okresie prowadziła intensywne szkolenie i zgrywanie pododdziałów oraz była poddawana różnego rodzaju kontrolom i sprawdzianom, między innymi: Inspekcji Sił Zbrojnych (w roku 2001 i 2005), kontroli gospodarczej (w roku 2000 i 2005), uzyskując oceny dobre. Żołnierze 23 ŚBA brali udział w wojnie w Afganistanie służąc w PKW Afganistan.

### Zmiana etatu
23 sierpnia 2011 podjęto decyzję o zmianie etatu jednostki wojskowej w wyniku czego od 1 stycznia 2012 23 Śląska Brygada Artylerii została przeformowana w 23 Śląski Pułk Artylerii.

## Struktura[3]
- dowództwo
- sztab
- dywizjon dowodzenia
- 1 dywizjon artylerii samobieżnej (wyposażony w armatohaubice 152 mm Dana)
- 2 dywizjonu artylerii rakietowej
- 3 dywizjon artylerii rakietowej (wyposażony w wyrzutnie artyleryjskie RM-70)
- 4 dywizjonu artylerii rakietowej
- batalion logistyczny

## Zasadnicze uzbrojenie
- 152 mm armatohaubice samobieżne Dana
- 122 mm wyrzutnie rakietowe RM-70

## Tradycje
Decyzją ministra ON nr 187/MON z 23 listopada 1995 23 Śląska Brygada Artylerii dziedziczyła i kultywowała tradycje następujących jednostek:
- 214 Wielkopolski Ochotniczy Pułk Artylerii Polowej (1920-1921)
- 23 Pułk Artylerii Polowej (1921-1932)
- 23 Pułk Artylerii Lekkiej (1932-1939)
- 23 Kołobrzeski Pułk Artylerii Lekkiej (1944-1957)
- 23 Kołobrzeski dywizjon artylerii armat (1957-1985)
- 23 Brygada Artylerii Armat (1985-1995)

Ponadto 1 dywizjon artylerii samobieżnej dziedziczył tradycje 10 Pułku Artylerii Ciężkiej (decyzja MON nr 262/MON z 4 października 2002), a 3 dywizjon artylerii rakietowej - 5 Brygady Artylerii (1943-2001) (decyzja MON nr 500/MON z 1 grudnia 2007).

## Dowódcy 23 Śląskiej Brygady Artylerii
| od - do                                 | stopień imię i nazwisko       |
| --------------------------------------- | ----------------------------- |
| 14 maja 1984 - 21 października 1991     | płk dypl. Jan Biały.          |
| 22 października 1991 - 30 września 1993 | płk dypl. Marian Kolczyński.  |
| 01 października 1993 - 23 sierpnia 1994 | płk dypl. Piotr Żurakowski.   |
| 24 sierpnia 1994 - 24 czerwca 2004      | gen. bryg. Marian Kolczyński  |
| 24 czerwca 2004 - 18 stycznia 2006      | gen. bryg. Stanisław Butlak   |
| 18 stycznia 2006 - 31 stycznia 2010     | płk dypl. Roman Kłosiński     |
| 1 lutego 2010 - 26 sierpnia 2011        | płk dypl. Jarosław Kraszewski |
| 26 sierpnia 2011                        | płk dypl. Andrzej Lorenc      |